# 白喉针尾雨燕
白喉针尾雨燕（学名：Hirundapus caudacutus），是雨燕目雨燕科的一种鸟类。
據稱其在水平飛行中能達到每小時170公里（105英里）的速度，但由於測量其速度的方法未被公開，因此這一說法尚未得到證實。

## 分類
針尾雨燕之所以得名，是因為牠們的尾部末端有棘刺狀結構，這與雨燕屬（Apus）典型雨燕的分叉尾部不同。
白喉針尾雨燕首次由英國鳥類學家約翰·萊瑟姆於1801年以二名法Hirundo caudacuta進行描述。牠們當前的屬名Hirundapus是由燕屬（Hirundo）和雨燕屬（Apus）的名稱結合而來。其種名caudacutus來自拉丁語單詞cauda，意為「尾巴」，以及acutus，意為「尖銳」。

## 亚种
- ：分布于西伯利亚至日本和千岛群岛；越冬于澳大利亚。
- ：分布于喜马拉雅山至中国西南部；越冬于印度和缅甸。[5]

## 描述
白喉针尾雨燕体重约95.5克，翼长约206毫米，嘴峰长约12.9毫米，喙宽度约3.5毫米，喙厚度约2.8毫米，跗蹠长约18.5毫米，尾长约49.8毫米。
白喉針尾雨燕是大型雨燕，體型強壯，身體呈桶狀。牠們約長20厘米，體重在110到120克之間。牠們除了白色喉部和從尾巴基部延伸至兩側的白斑外，其餘部分為灰褐色。

## 分布
白喉針尾雨燕是一種遷徙鳥，主要在中亞和西伯利亞南部繁殖，冬季遷徙至印度次大陸、東南亞和澳大利亞。在西歐地區非常罕見，曾記錄到其出現在最西至挪威、瑞典和英國的地方。2013年6月，22年來首次在英國觀察到一隻白喉針尾雨燕，但牠隨後撞上風力渦輪機死亡，其屍體被送至博物館。
2022年6月，一隻白喉針尾雨燕在距蘇格蘭凱恩尼斯的鄧肯斯比角約70英里的費爾島附近被MV Ortelius探險船救回，並成功放生。

## 棲地
牠們在懸崖的岩石縫隙或空心樹中築巢。牠們不喜歡在地面上停留，大部分時間都在空中飛行。牠們以小型飛行昆蟲為食，例如甲蟲、蒼蠅、蜜蜂和飛蛾。